# Konrad Wagner

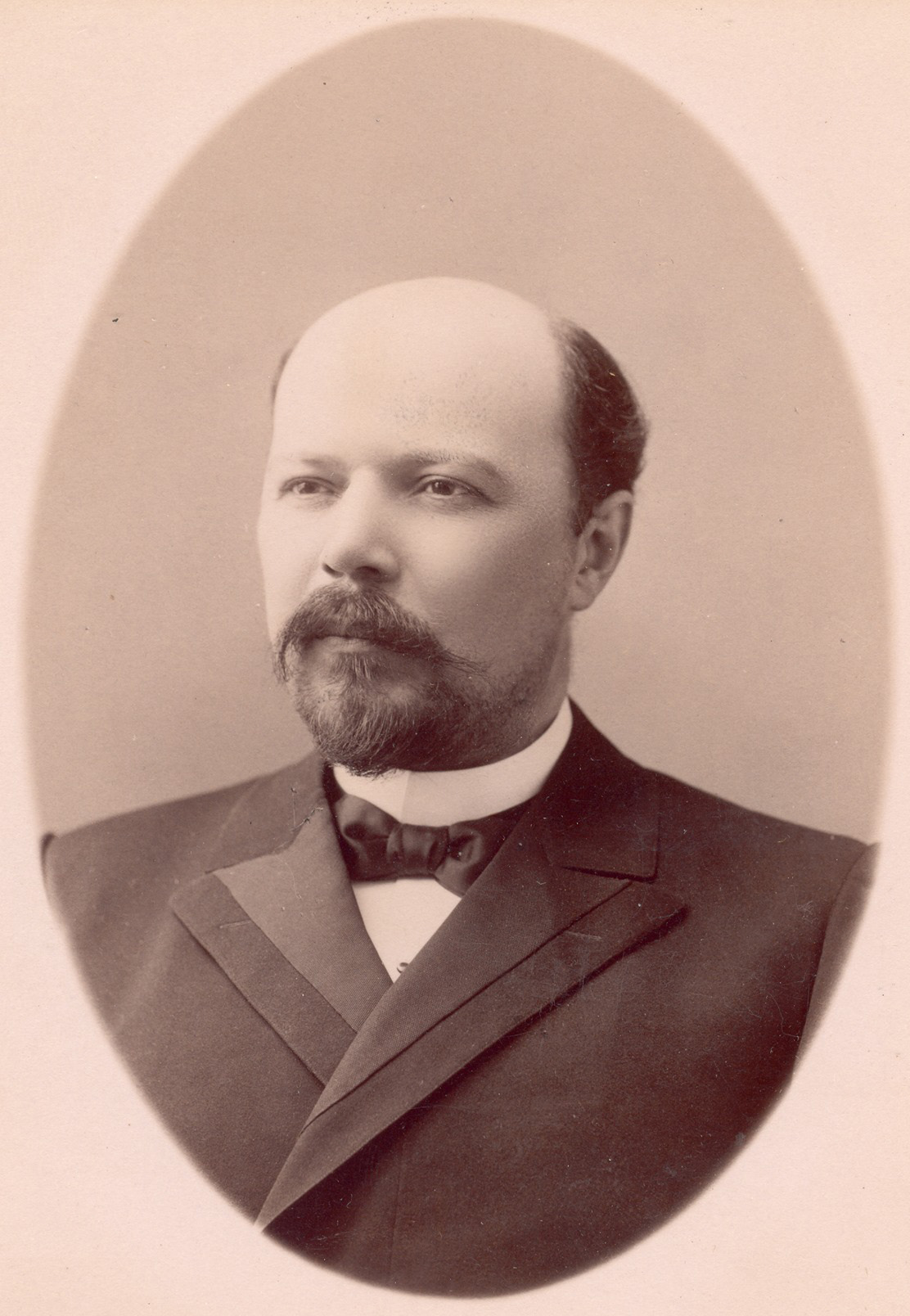
Konrad Wagner

Konrad Wagner (ros. Конрад Эдуардович Вагнер, ur. 17 lipca?/29 lipca 1862 w Praszce, zm. po 1948) – rosyjski i polski lekarz, profesor propedeutyki i diagnostyki na Uniwersytecie Kijowskim, profesor Uniwersytetu Moskiewskiego, Uniwersytetu w Symferopolu i Uniwersytetu Warszawskiego.

## Życiorys
Ukończył gimnazjum klasyczne w Wilnie. Studiował medycynę na Akademii Medyko-Chirurgicznej w Sankt Petersburgu, studia ukończył w 1886, tytuł doktora medycyny otrzymał w 1888 roku. Był asystentem w klinice Manaseina. Uzupełniał studia za granicą: u Miecznikowa i Roux w Instytucie Pasteura w Paryżu, w Londynie, Wiedniu, Berlinie, Lipsku, Strasburgu i w Pradze u Hupperta. W 1902 został profesorem. W latach 1914–1917 profesor na Uniwersytecie Moskiewskim. Od 1918 do 1920 profesor na Uniwersytecie w Symferopolu. Następnie emigrował do Egiptu, gdzie spędził 11 lat. Pomagał organizować rosyjską klinikę w Kairze w 1920 roku. W latach 30. docent chorób wewnętrznych na Uniwersytecie Warszawskim. Po II wojnie światowej praktykował w Piotrkowie.

## Wybrane prace
- Материалы по клиническому изучению колебаний в свойствах желудочного сока. Дисс. СПб., 1888
- Contribution à l'étude de l'immunité; le charbon des poules. Ann. de l'Inst. Pasteur 4, ss. 570-602, 1890
- Ответ на замечания д-ра С. Минца по поводу моей статьи "О способе, предложенном Winter'ом для анализа желудочного сока" и т. д., 1891
- Как приобретаются болезни желудка. Санкт-Петербург: К.Л. Риккер, 1893
- Как часто встречаются случаи с отсутствием соляной кислоты в желудке? [Санкт-Петербург] : тип. М-ва пут. сообщ., ценз. 1894
- Краткий очерк учения гомеопатов. Санкт-Петербург: тип. инж. Г.А. Бернштейна, 1895
- Как уберечься от заразных болезней? Санкт-Петербург: К.Л. Риккер, 1898
- О значении бактериологии в деле распознавания внутренних болезней. Киев: тип. Имп. Ун-та св. Владимира Н.Т. Корчак-Новицкого, 1898
- О значении бактериологии в деле распознавания внутренних болезней. Санкт-Петербург: тип. Я. Трей, 1898
- Случай из практики. Киев: тип. Имп. Ун-та св. Владимира Н.Т. Корчак-Новицкого, [1899]
- К казуистике сифилитических поражений сердца с значительным расширением легочной артерии, 1901
- Zur Frage der eosinophilen Leukocytose bei Echinokokkus der inneren Organe. Centralblatt für innere Medizin 29, ss. 129-144, 1908
- К вопросу о сужении и закрытии просвета верхней полой вены, 1914
- О нуждах Ессентукской группы Кавказских минеральных вод. Петроград: тип. М-ва пут. сообщ. (т-ва И.Н. Кушнерев и К°), 1916
- Przypadek pierwotnej błonicy palca. Medycyna 5 (23), ss. 785-787, 1931
- Przyczynki do symptomatologii zwężenia i zamknięcia światła górnej żyły głównej. Polska Gazeta Lekarska 11 (4, 5), ss. 61-65, 81-85, 1932
- Wskazania i wartości lecznicze Heluanu (w Egipcie). Medycyna 7 (13), ss. 397-403, 1933
- O czerwonce pełzakowej i jej leczeniu na podstawie spostrzeżeń w Egipcie. Medycyna 9 (18), ss. 597-605, 1935